# Оденат
Луцій Септимій Оденат (лат. Lucius Septimius Odaenathus, дав.-гр. Οδαίναθος) — засновник і володар Пальмірського царства у 260—267 роках.

## Життєпис
Походив із сирійської аристократії, династії Гайранідів. Син Септимія Гайрана, екзарха пальмірців (лат. princeps Palmyrenorum). У 240 році Гордіаном III (а фактично префектом преторія Тімесіфеєм) був призначений намісником Пальміри. У 258 році стає ясновелиможним консуляром і паном Пальміри.
Коли 260 року перси розгромили і полонили імператора Валеріана та спробували форсувати Євфрат, Оденат з невеликим військом завдав їм несподіваного удару та змусив відступити. 261 року він виступив проти узурпатора Квієта та вбив його. 262 року на знак вдячності Галлієн оголосив Одената правителем Сирії та суміжних провінцій.
Потім він перейшов у контрнаступ проти персів і захопив Едессу, Нісібіс, Карри, а згодом і Ктесіфон. Здобуту власними силами Месопотамію він розглядав уже як особисте володіння, а відтак проголосив себе «шахиншахом» («царем царів»). Співправителем Одената став його старший син Герод.
267 року Оденат був убитий двоюрідним братом Меонієм — можливо, за підтримки другої дружини Одената Зенобії.